# Tristan Scherwey
Tristan Scherwey (* 7. května 1991, Wünnewil-Flamatt) je švýcarský lední hokejista, útočník. Švýcarskou nejvyšší soutěž hrál za jediný klub SC Bern. Působí v něm dosud. Pětkrát se s ním stal mistrem Švýcarska (2010, 2013, 2016, 2017, 2019). Se švýcarskou reprezentací získal stříbrnou medaili na mistrovství světa v roce 2018 a na mistrovství světa roku 2024. Hrál i na MS 2019 (8. místo), MS 2021 (6. místo), MS 2022 (5. místo). Zúčastnil se i olympijských her v Pchjongčchangu v roce 2018 (10. místo).